# Regioni polari

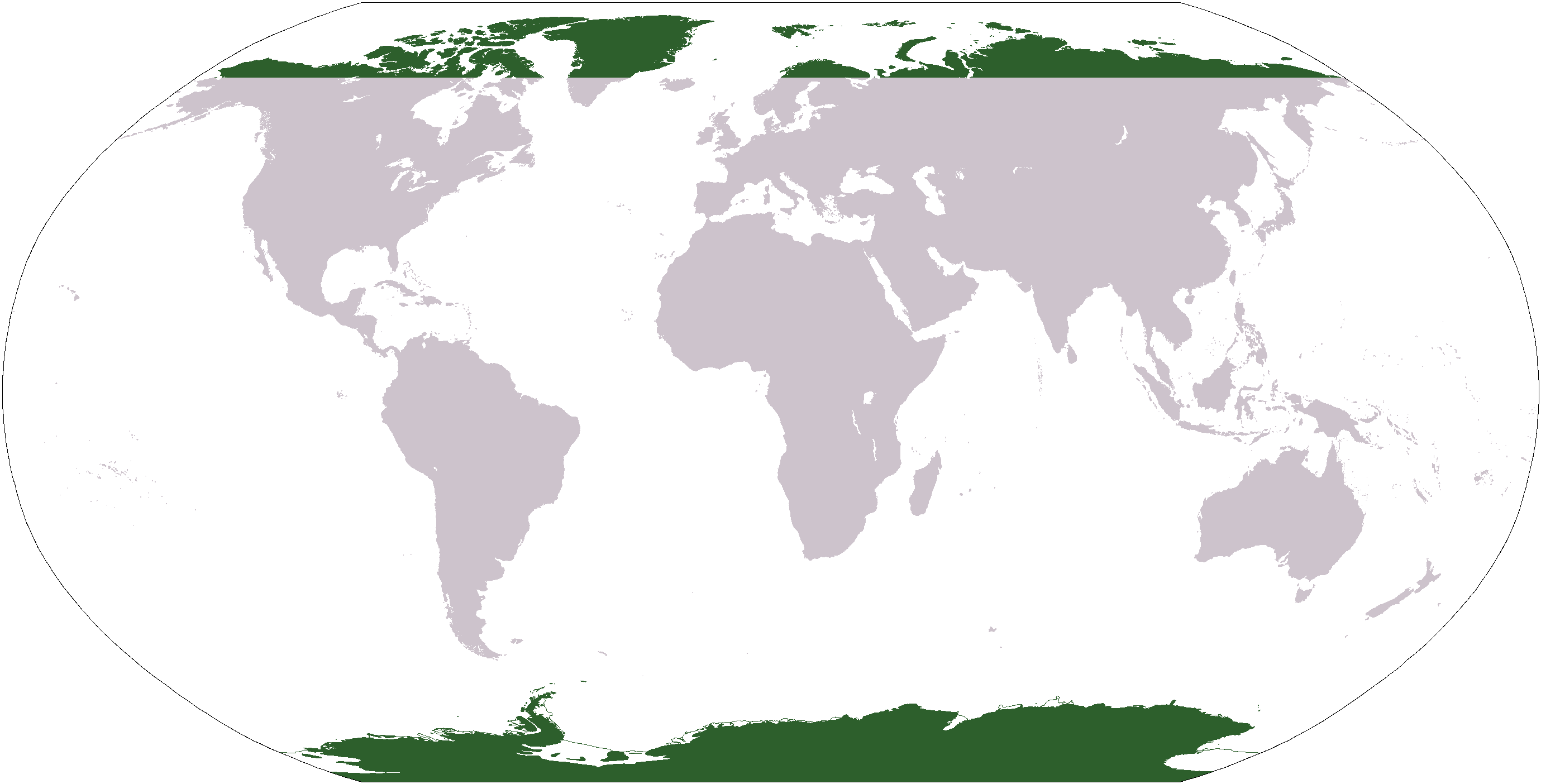
Posizione delle regioni polari

Le regioni polari della Terra sono le aree del globo che circondano i poli. L'Artide è definita in vari modi, come ad esempio tutte le terre a nord del circolo polare artico o a nord di 70 gradi di latitudine. L'Antartide è il continente più meridionale della Terra, comprendente le terre e i mari che circondano il Polo Sud, tra i 66 e i 90 gradi di latitudine.

## Descrizione

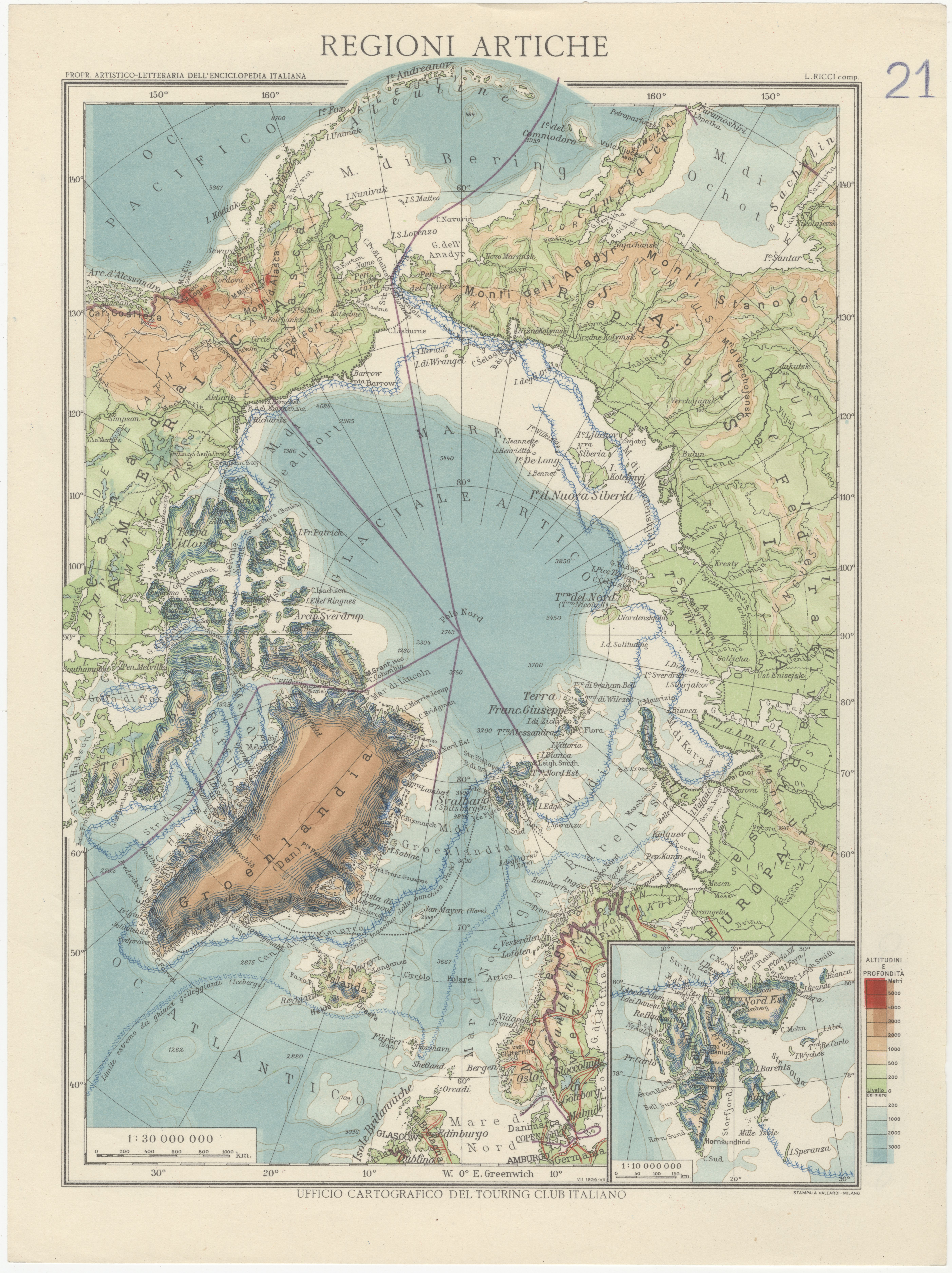
Carta delle regioni artiche del 1929

Il Polo Nord  e il Polo Sud sono i centri intorno ai quali sorgono queste regioni, e queste terre (calotte polari) sorgono rispettivamente sull'oceano e sul continente dell'Antartide. La calotta polare artica sta diminuendo la sua estensione, mentre quella antartica la sta leggermente aumentando; questo fatto è spesso citato dagli avversari della teoria del riscaldamento globale.
Le regioni polari sono caratterizzate da clima polare, temperature estremamente fredde, pesanti glaciazioni ed estrema variazione della luce diurna; l'estate è caratterizzata da 24 ore di sole (il sole di mezzanotte) ed è molto fredda; l'inverno è invece caratterizzato da oscurità permanente 
Esistono molti insediamenti nelle regioni polari a Nord della Terra, ma nessuna (eccetto le basi per la ricerca scientifica) nelle regioni meridionali, che sono più fredde di quelle settentrionali. La vita ai poli è molto difficoltosa, a causa del freddo costante. L'unica popolazione che si è stanziata nella regione polare artica (a nord) è quella degli Inuit.